# Serie A 1992 (Ecuador)
La Serie A 1992 è stata la 34ª edizione della massima serie del campionato di calcio dell'Ecuador, ed è stata vinta dall'El Nacional, giunto al suo decimo titolo.

## Formula
I 12 partecipanti disputano la prima fase in un girone all'italiana; l'ultima classificata viene retrocessa, mentre le prime 2 avanzano alla fase finale. Nella seconda fase le formazioni, cui si aggiunge la vincitrice della prima fase della Serie B, vengono divise in due gruppi da 6; le prime classificate ottengono la qualificazione alla fase finale. Quest'ultima si compone di un girone da 6 squadre, selezionate tra le prime due della prima fase, le prime di ogni gruppo della seconda fase e le altre due migliori classificate in assoluto.

## Prima fase
|  | Pos. | Squadra              | Pt | G  | V  | N | P  | GF | GS | DR  |
|  | ---- | -------------------- | -- | -- | -- | - | -- | -- | -- | --- |
|  | 1.   | Emelec               | 36 | 22 | 16 | 4 | 2  | 41 | 10 | +22 |
|  | 2.   | El Nacional          | 30 | 22 | 11 | 8 | 3  | 31 | 14 | +17 |
|  | 3.   | Barcelona SC         | 28 | 22 | 12 | 4 | 6  | 42 | 22 | +20 |
|  | 4.   | LDU Quito            | 25 | 22 | 10 | 5 | 7  | 34 | 28 | +6  |
|  | 4.   | Deportivo Cuenca     | 25 | 22 | 10 | 5 | 7  | 30 | 26 | +4  |
|  | 6.   | Valdez               | 21 | 22 | 7  | 7 | 8  | 25 | 23 | +2  |
|  | 6.   | Deportivo Quito      | 21 | 22 | 6  | 9 | 7  | 26 | 31 | -5  |
|  | 8.   | Aucas                | 19 | 22 | 8  | 3 | 11 | 32 | 29 | +3  |
|  | 8.   | Green Cross          | 19 | 22 | 8  | 3 | 11 | 31 | 43 | -12 |
|  | 10.  | Delfín               | 14 | 22 | 3  | 8 | 11 | 20 | 42 | -22 |
|  | 11.  | Téc. Universitario   | 13 | 22 | 3  | 7 | 12 | 10 | 31 | -21 |
|  | 11.  | Universidad Católica | 13 | 22 | 2  | 9 | 11 | 19 | 42 | -23 |

Emelec 1 punto bonus; El Nacional 1.

## Seconda fase
LDU Portoviejo promossa in qualità di vincitrice della prima fase della Serie B.

### Gruppo 1
|  | Pos. | Squadra            | Pt | G  | V | N | P | GF | GS | DR  |
|  | ---- | ------------------ | -- | -- | - | - | - | -- | -- | --- |
|  | 1.   | Green Cross        | 14 | 10 | 6 | 2 | 2 | 18 | 8  | +10 |
|  | 2.   | Barcelona SC       | 13 | 10 | 5 | 3 | 2 | 17 | 6  | +11 |
|  | 2.   | Deportivo Quito    | 13 | 10 | 6 | 1 | 3 | 14 | 12 | +2  |
|  | 4.   | Emelec             | 11 | 10 | 3 | 5 | 2 | 11 | 8  | +3  |
|  | 5.   | Téc. Universitario | 5  | 10 | 1 | 3 | 6 | 4  | 16 | -12 |
|  | 6.   | Deportivo Quito    | 4  | 10 | 1 | 2 | 7 | 8  | 22 | -14 |

Green Cross 1 punto bonus. Barcelona e Deportivo Quito qualificati alla fase finale per miglior risultato complessivo.

### Gruppo 2
|  | Pos. | Squadra        | Pt | G  | V | N | P | GF | GS | DR |
|  | ---- | -------------- | -- | -- | - | - | - | -- | -- | -- |
|  | 1.   | LDU Quito      | 12 | 10 | 4 | 4 | 2 | 13 | 9  | +4 |
|  | 2.   | El Nacional    | 11 | 10 | 5 | 1 | 4 | 17 | 11 | +6 |
|  | 2.   | Valdez         | 11 | 10 | 5 | 1 | 4 | 12 | 11 | +1 |
|  | 4.   | Delfín         | 10 | 10 | 4 | 2 | 4 | 15 | 18 | -3 |
|  | 5.   | Aucas          | 9  | 10 | 3 | 3 | 4 | 7  | 9  | -2 |
|  | 6.   | LDU Portoviejo | 7  | 10 | 2 | 3 | 5 | 9  | 15 | -6 |

LDU Quito 1 punto bonus.

## Fase finale

### Play-out

#### Andata
| Ambato 27 settembre 1992 | Técnico Universitario | 3 – 2 referto | LDU Portoviejo |  |

#### Ritorno
| Portoviejo 3 ottobre 1992 | LDU Portoviejo | 4 – 0 referto | Técnico Universitario |  |

#### Spareggio
| Quito 10 ottobre 1992                            | Técnico Universitario | 2 – 2 referto | LDU Portoviejo |  |
| \| \| \| \| \| – \| Tiri di rigore 4 – 2 \| – \| |                       |               |                |  |
|                                                  |                       |               |                |  |
| –                                                | Tiri di rigore 4 – 2  | –             |                |  |

### Girone per il titolo
|  | Pos. | Squadra         | Pt | G  | V | N | P | GF | GS | DR  |
|  | ---- | --------------- | -- | -- | - | - | - | -- | -- | --- |
|  | 1.   | El Nacional     | 15 | 10 | 5 | 4 | 1 | 16 | 7  | +9  |
|  | 1.   | Barcelona SC    | 15 | 10 | 6 | 3 | 1 | 14 | 7  | +7  |
|  | 3.   | Emelec          | 13 | 10 | 5 | 2 | 3 | 21 | 10 | +11 |
|  | 4.   | Green Cross     | 8  | 10 | 2 | 3 | 5 | 8  | 15 | -7  |
|  | 5.   | LDU Quito       | 7  | 10 | 2 | 2 | 6 | 7  | 16 | -9  |
|  | 6.   | Deportivo Quito | 6  | 10 | 2 | 2 | 6 | 10 | 21 | -11 |

### Spareggio per il titolo

#### Andata
| Quito 22 novembre 1992                                       | El Nacional | 2 – 1 referto | Barcelona | Estadio Olímpico Atahualpa |
| \| \| \| \| \| Chérrez 42’, 55’ \| Marcatori \| 13’ Muñoz \| |             |               |           |                            |
|                                                              |             |               |           |                            |
| Chérrez 42’, 55’                                             | Marcatori   | 13’ Muñoz     |           |                            |

#### Ritorno
| Guayaquil 25 novembre 1992                                | Barcelona | 1 – 1 referto | El Nacional | Estadio Monumental Isidro Romero Carbo |
| \| \| \| \| \| Rosero 46’ \| Marcatori \| 67’ Quiñónez \| |           |               |             |                                        |
|                                                           |           |               |             |                                        |
| Rosero 46’                                                | Marcatori | 67’ Quiñónez  |             |                                        |

## Verdetti
- El Nacional campione nazionale
- El Nacional e Barcelona in Coppa Libertadores 1993
- Emelec in Coppa CONMEBOL 1993
- Universidad Católica e LDU Portoviejo retrocessi.

## Classifica marcatori
| Gol |  |  | Giocatore             | Squadra         |
| --- |  |  | --------------------- | --------------- |
| 19  |  |  | Carlos Antonio Muñoz  | Barcelona SC    |
| 16  |  |  | José Valencia         | Green Cross     |
| 13  |  |  | Fernando Barbosa      | LDU Quito       |
| 13  |  |  | José Luis Pavón       | Deportivo Quito |
| 13  |  |  | Ángel Fernández       | Emelec          |
| 12  |  |  | Luis Chérrez          | El Nacional     |
| 12  |  |  | José María Guerrero   | El Nacional     |
| 11  |  |  | Marcelo Morales       | Emelec          |
| 11  |  |  | Gilson Simões         | Barcelona SC    |
| 11  |  |  | Eduardo Aparicio      | Delfín          |
| 11  |  |  | Geovanny Mera         | Deportivo Quito |
| 10  |  |  | Alexis Noble          | Aucas           |
| 10  |  |  | Rubén Darío Insúa     | Barcelona SC    |
| 10  |  |  | Miguel Ángel Tzitzios | Deportivo Quito |
| 10  |  |  | Humberto Garcés       | Emelec          |